# Ambrogio Bessi
Ambrogio Bessi, né le 1er juillet 1915 à Trieste en Littoral autrichien et mort à une date inconnue, est un ancien joueur italien de basket-ball.

## Palmarès
- Champion d'Italie 1940 et 1941
- Finaliste du championnat d'Europe 1937